# Tofalarština
Tofalarština (též tofa, tofalarsky Тоъфа дыл "Tòfa dıl" ) je jedním z turkických jazyků, kterými mluví Tofalaři v ruské Irkutské oblasti. Jedná se o ohrožený jazyk. V roce 2001 bylo údajných mluvčích pouze 28.
Tofalarština je nejpříbuznějším jazykem tuvanštiny a tvoří kontinuum dialektu s tuha a cengel tuva, které mohou být buď dialektem tuvanštiny nebo tofalarštiny. Tofalarština sdílí řadu novinek s těmito jazyky, včetně změny *d>z (jak v *adaq> azak "noha") a rozvoje nízkých tónů v historicky krátkých samohláskách (jako v *et>et "maso" ).

## Systém psaní
Tofalarština, ač není často psaná, používá upravenou verzi cyriliky:
| А а | Б б | В в | Г г | Ғ ғ | Д д | Е е | Ә ә |
| Ё ё | Ж ж | З з | И и | I i | Й й | К к | Қ қ |
| Л л | М м | Н н | Ң ң | О о | Ө ө | П п | Р р |
| С с | Т т | У у | Ү ү | Ф ф | Х х | Һ һ | Ц ц |
| Ч ч | Ҷ ҷ | Ш ш | Щ щ | ъ   | Ы ы | ь   | Э э |
| Ю ю | Я я |     |     |     |     |     |     |

Další písmena tofalarštiny jsou Ғғ (ɣ), Әә (æ), Ii (iː), Ққ (q), Ңң (ŋ), Өө (œ), Үү (y), Һһ (h), and Ҷҷ [d͡ʒ]. Kromě toho je pismeno ъ někdy používáno po samohlásce označujíci hluboký tón, jako v эът "maso".

## Morfologie a syntaxy

### Zájmena
Tofalarština má šest osobních zájmen:
| Singular      | Singular      | Plural          | Plural              |
| Tofa (přepis) | Česky         | Tofa (přepis)   | Česky               |
| ------------- | ------------- | --------------- | ------------------- |
| мен (men)     | Já            | биъс (bìs)      | my                  |
| сен (sen)     | ty (singular) | сілер (siler)   | vy (plural, formal) |
| оң (oŋ)       | on/ona/ono    | оларың (olarıŋ) | oni                 |

Tofalarština má také zájmena jako бо ('to'), тээ ('že'), кум ('kdo'), a чү ('co').

### Číslovky
| Tofalarsky | Česky |
| бірǝǝ      | jeden |
| иъһи       | dva   |
| үш         | tři   |
| дөpт       | čtyři |
| бeш        | pět   |
| aълты      | šest  |
| чeді       | sedm  |
| сеъһес     | osm   |
| тoъһоc     | devět |
| он         | deset |